# Henri Lepage
Henri Louis Lucien Lepage (Épinal, 1908. április 30. – Épinal, 1996. október 26.) olimpiai és világbajnok francia párbajtőrvívó.